# Partecipanti al Giro delle Fiandre femminile 2009
Elenco delle partecipanti al Giro delle Fiandre femminile 2009.
Alla competizione hanno preso parte 25 squadre, per un totale di 142 cicliste. Germania, USA, Paesi Bassi e Gran Bretagna partecipano con una rappresentativa nazionale.

## Corridori per squadra
Nota: R ritirato, NP non partito, FT fuori tempo.
| Team Columbia Women            | Team Columbia Women            | Team Columbia Women            | Safi-Pasta Zara-Titanedi     | Safi-Pasta Zara-Titanedi     | Safi-Pasta Zara-Titanedi     | ESGL 93-GSD Gestion          | ESGL 93-GSD Gestion          | ESGL 93-GSD Gestion          |
| ------------------------------ | ------------------------------ | ------------------------------ | ---------------------------- | ---------------------------- | ---------------------------- | ---------------------------- | ---------------------------- | ---------------------------- |
| 1                              | Linda Villumsen                | 47º                            | 91                           | Alona Andruk                 | 80º                          | 181                          | Béatrice Thomas              | R                            |
| 2                              | Kimberly Anderson              | 46º                            | 92                           | Alessandra Borchi            | R                            | 182                          | Christine Majerus            | R                            |
| 3                              | Alexandra Wrubleski            | 42º                            | 93                           | Giorgia Bronzini             | 19º                          | 183                          | Estelle Patou                | R                            |
| 4                              | Chantal Beltman                | 77º                            | 94                           | Eneritz Iturriagaechevarria  | 56º                          | 184                          | -                            |                              |
| 5                              | Luise Keller                   | 65º                            | 95                           | Rasa Leleivyte               | 55º                          | 185                          | Mélodie Lesueur              | R                            |
| 6                              | Ina-Yoko Teutenberg            | 1º                             | 96                           | Diana Žiliūtė                | R                            | 186                          | Sophie Creux                 | 29º                          |
| Cervélo TestTeam Women         | Cervélo TestTeam Women         | Cervélo TestTeam Women         | Vision 1 Racing              | Vision 1 Racing              | Vision 1 Racing              | Topsport Vlaanderen-Thompson | Topsport Vlaanderen-Thompson | Topsport Vlaanderen-Thompson |
| 11                             | Kristin Armstrong              | 18º                            | 101                          | Nicole Cooke                 | 4º                           | 191                          | Jessie Daams                 | 67º                          |
| 12                             | Lieselot Decroix               | 33º                            | 102                          | Victoria Whitelaw            | 16º                          | 192                          | Kelly Druyts                 | 31º                          |
| 13                             | Sarah Düster                   | 17º                            | 103                          | Gabriella Day                | R                            | 193                          | Sjoukje Dufoer               | 41º                          |
| 14                             | Claudia Häusler                | 50º                            | 104                          | Debby van den Berg           | R                            | 194                          | Loes Sels                    | 45º                          |
| 15                             | Christiane Soeder              | 13º                            | 105                          | Christel Ferrier-Bruneau     | 27º                          | 195                          | Katrien Van Looy             | R                            |
| 16                             | Kirsten Wild                   | 2º                             | 106                          | Dani King                    | R                            | 196                          | Jolien D'Hoore               | R                            |
| DSB Bank-LTO                   | DSB Bank-LTO                   | DSB Bank-LTO                   | Lotto-Belisol Ladiesteam     | Lotto-Belisol Ladiesteam     | Lotto-Belisol Ladiesteam     | Team Hitec Products-UCK      | Team Hitec Products-UCK      | Team Hitec Products-UCK      |
| 21                             | Angela Brodtka                 | 82º                            | 111                          | Lien Lanssens                | 61º                          | 201                          | Danielle Bekkering           | R                            |
| 22                             | Tina Liebig                    | 76º                            | 112                          | Cathrine Delfosse            | 28º                          | 202                          | Eyelien Bekkering            | R                            |
| 23                             | Adrie Visser                   | 25º                            | 113                          | Sofie De Vuyst               | R                            | 203                          | Tone Hatteland               | R                            |
| 24                             | Annemiek van Vleuten           | 30º                            | 114                          | Rochelle Gilmore             | 52º                          | 204                          | Bjørg Eva Jensen             | R                            |
| 25                             | Liesbeth De Vocht              | 20º                            | 115                          | Kim Schoonbaert              | 69º                          | 205                          | Isabelle Söderberg           | R                            |
| 26                             | Marianne Vos                   | 6º                             | 116                          | Grace Verbeke                | 10º                          | 206                          | Margriet Helena Kloppenburg  | R                            |
| Equipe Nürnberger Versicherung | Equipe Nürnberger Versicherung | Equipe Nürnberger Versicherung | Team CMax-Dilà               | Team CMax-Dilà               | Team CMax-Dilà               | Nazionale tedesca            | Nazionale tedesca            | Nazionale tedesca            |
| 31                             | Christina Becker               | R                              | 121                          | Edita Pučinskaitė            | 32º                          | 211                          | Hanna Amend                  | R                            |
| 32                             | Marlen Jöhrend                 | R                              | 122                          | Marta Vilajosana             | 23º                          | 212                          | Jana Schemmer                | R                            |
| 33                             | Charlotte Becker               | 63º                            | 123                          | Saneila Biagi                | R                            | 213                          | Denise Zuckermandel          | 70º                          |
| 34                             | Eva Lutz                       | 14º                            | 124                          | Silvia Tirado Marquez        | R                            | 214                          | Laura Dittman                | R                            |
| 35                             | Amber Neben                    | 49º                            | 125                          | Alice Donadoni               | R                            | 215                          | -                            |                              |
| 36                             | Trixi Worrack                  | 11º                            | 126                          | Francesca Faustini           | R                            | 216                          | -                            |                              |
| Bigla Cycling Team             | Bigla Cycling Team             | Bigla Cycling Team             | Fenixs                       | Fenixs                       | Fenixs                       | Nazionale olandese           | Nazionale olandese           | Nazionale olandese           |
| 41                             | Nicole Brändli                 | 37º                            | 131                          | Karin Aune                   | 53º                          | 221                          | Sharon van Essen             | R                            |
| 42                             | Noemi Cantele                  | 8º                             | 132                          | Natal'ja Bojarskaja          | R                            | 222                          | Sissy van Alebeek            | R                            |
| 43                             | Karin Thürig                   | 64º                            | 133                          | Suzie Godart                 | R                            | 223                          | Anne Eversdijk               | R                            |
| 44                             | Jennifer Hohl                  | R                              | 134                          | Catherine Hare Willianson    | 24º                          | 224                          | Hannah Welter                | R                            |
| 45                             | Bettina Kuhn                   | R                              | 135                          | Corine Hierckens             | R                            | 225                          | Roxane Knetemann             | R                            |
| 46                             | Modesta Vžesniauskaitė         | 26º                            | 136                          | Urte Juodvalkyte             | R                            | 226                          | -                            |                              |
| Selle Italia-Ghezzi            | Selle Italia-Ghezzi            | Selle Italia-Ghezzi            | Leontien.nl                  | Leontien.nl                  | Leontien.nl                  | Nazionale statunitense       | Nazionale statunitense       | Nazionale statunitense       |
| 51                             | Fabiana Luperini               | 78º                            | 141                          | Andrea Bosman                | 40º                          | 231                          | Jessica Phillips             | R                            |
| 52                             | Agne Bagdonaviciute            | R                              | 142                          | Irene van den Broek          | 43º                          | 232                          | Lea Davison                  | 48º                          |
| 53                             | Kaytee Boyd                    | 75º                            | 143                          | Marlijn Binnendijk           | R                            | 233                          | Alley Stacher                | R                            |
| 54                             | Martine Bras                   | 5º                             | 144                          | Chantal Blaak                | 34º                          | 234                          | Kristin McGrath              | R                            |
| 55                             | Oxana Kozonchuk                | 59º                            | 145                          | Monique van de Ree           | 72º                          | 235                          | Amber Rais                   | R                            |
| 56                             | Sigrid Corneo                  | 79º                            | 146                          | Lucinda Brand                | 44º                          | 236                          | -                            |                              |
| Gauss-RDZ-Ormu-Colnago         | Gauss-RDZ-Ormu-Colnago         | Gauss-RDZ-Ormu-Colnago         | Vienne Futuroscope           | Vienne Futuroscope           | Vienne Futuroscope           | Nazionale britannica         | Nazionale britannica         | Nazionale britannica         |
| 61                             | Тat'jana Аntošina              | 38º                            | 151                          | Audrey Cordon-Ragot          | 62º                          | 241                          | Lucy Martin                  | R                            |
| 62                             | Tania Belvederesi              | 15º                            | 152                          | Florence Girardet            | R                            | 242                          | Alexandra Greenfield         | R                            |
| 63                             | Martina Corazza                | 51º                            | 153                          | Marina Jaunatre              | 35º                          | 243                          | Katie Colclough              | 68º                          |
| 64                             | Julia Martisova                | 7º                             | 154                          | Pascale Jeuland              | 22º                          | 244                          | Jessica Allen                | 39º                          |
| 65                             | Emanuela Azzini                | 74º                            | 155                          | -                            |                              | 245                          | -                            |                              |
| 66                             | Eleonora Suelotto              | R                              | 156                          | -                            |                              | 246                          | Joanna Rowsell               | R                            |
| Team Flexpoint                 | Team Flexpoint                 | Team Flexpoint                 | SC Michela Fanini-Record-Rox | SC Michela Fanini-Record-Rox | SC Michela Fanini-Record-Rox |                              |                              |                              |
| 71                             | Susanne Ljungskog              | 12º                            | 161                          | Alessia Quarta               | R                            |                              |                              |                              |
| 72                             | Jacobien Kanis                 | 83º                            | 162                          | Rosane Kirch                 | R                            |                              |                              |                              |
| 73                             | Loes Gunnewijk                 | 9º                             | 163                          | Flavia Oliveira              | R                            |                              |                              |                              |
| 74                             | Trine Schmidt                  | 66º                            | 164                          | Carmen McNellis              | 57º                          |                              |                              |                              |
| 75                             | Iris Slappendel                | 60º                            | 165                          | Carly Hibberd                | R                            |                              |                              |                              |
| 76                             | Saskia Elemans                 | 81º                            | 166                          | Giulia Lazzerini             | R                            |                              |                              |                              |
| Red Sun Cycling Team           | Red Sun Cycling Team           | Red Sun Cycling Team           | Team Uniqa-Elk               | Team Uniqa-Elk               | Team Uniqa-Elk               |                              |                              |                              |
| 81                             | Emma Johansson                 | 3º                             | 171                          | Daniela Pintarelli           | 54º                          |                              |                              |                              |
| 82                             | Ludivine Henrion               | 21º                            | 172                          | Martina Ruzickova            | 71º                          |                              |                              |                              |
| 83                             | Mascha Pijnenborg              | 36º                            | 173                          | Manuela Grunzweil            | R                            |                              |                              |                              |
| 84                             | Laure Werner                   | 73º                            | 174                          | Bernadette Schober           | R                            |                              |                              |                              |
| 85                             | Latoya Brulée                  | R                              | 175                          | Nathalie Lamborelle          | R                            |                              |                              |                              |
| 86                             | Petra Dijkman                  | 58º                            | 176                          | Stefanie Degle               | R                            |                              |                              |                              |